# Cheniseo
Cheniseo é um gênero de aranhas da família Linyphiidae descrito em 1935.